# Unterer Eschenbacher Teich
Der Untere Eschenbacher Teich ist eine historische Talsperre im östlichen Stadtgebiet von Clausthal-Zellerfeld im Oberharz. Der Kunstteich wurde wahrscheinlich schon im 16. Jahrhundert von Oberharzer Bergleuten angelegt, um Aufschlagwasser für die Energieversorgung der Oberharzer Bergwerke zur Verfügung stellen zu können. Als Teil des Oberharzer Wasserregals gehört er heute zum UNESCO-Welterbe Bergwerk Rammelsberg, Altstadt von Goslar und Oberharzer Wasserwirtschaft.

## Beschreibung
Aus alten Kartendarstellungen weiß man, dass bereits im 16. Jahrhundert mehrere Teichanlagen im Eschenbachtal für die Wasserversorgung von Bergwerken bestanden haben. Ob und wie weit der heutige Damm auf einen dieser historischen Dämme aufbaut, ist nicht bekannt. Interessant ist aber die Tatsache, dass bei stark abgesenkten Wasserspiegel im Stauraum in dessen nordöstlichen Arm Reste eines älteren, wesentlich kleineren Staudammes auftauchen, die zu einem unbekannten Zeitpunkt durch den wesentlich größeren Unteren Eschenbacher Teichdamm überstaut und damit obsolet geworden sind.
Seine heutige Größe erhielt der Oberharzer Teich erst im 18. Jahrhundert nach einer Dammerhöhung und einem Umbau des Striegels „Oberer Fall“ zur neuen Teichbauweise. Das größtmögliche Fassungsvermögen beträgt 191.000 m³, sein Staudamm ist rund 9 Meter hoch und 160 Meter lang. Er war auch bekannt als Alter Eschenbacher Teich.
Einen natürlichen Bach als Unterlauf hat der Teich nicht mehr. Es gibt zwei Entnahmen. Der Obere Fall kann nur die obersten 4,20  Meter des Teiches erreichen und gibt sein Wasser an den Oberen Eschenbacher Fallgraben ab, der heute als Betongraben gestaltet ist. Der Untere Fall wird über einen Steg betätigt, der normalerweise unter Wasser liegt und erst auftaucht, wenn die 4,20 m des Oberen Falls abgegeben worden sind. Nach Betätigen des Unteren Falls läuft das Wasser in den Unteren Eschenbacher Fallgraben, der es auf zwei Wegen zum Zellbach führt. In den Unteren Eschenbacher Fallgraben läuft auch das Wasser aus der Ausflut des Teiches ab.
Heute dient der Teich vorrangig dem Hochwasserschutz. Aus diesem Grund ist er im Normalfall nicht ganz gefüllt, sondern der Wasserspiegel liegt etwa 2 Meter unterhalb des maximalen Füllstandes.
Aufwendige Reparaturen an der Dammdichtung fanden in den Jahren 1998 und 2018 statt.

## Einzugsgebiet
Der nördlichere Zufluss des Unteren Eschenbacher Teiches ist der Eschenbach, der nur wenige hundert Meter oberhalb der Stauwurzel bereits einmal durch den Oberen Eschenbacher Teich aufgestaut wurde. Oberhalb des Oberen Eschenbacher Teiches gibt es noch einen „obersten“ Eschenbacher Teich, der in der Literatur auch „Kleiner Prinzenteich“ genannt wird. Etwa doppelt so stark dürfte der Zulauf aus Richtung Südosten sein. Der namenlose Bach wird oberhalb bereits durch den Langer Teich, den Oberen Hausherzberger Teich und den Unteren Hausherzberger Teich aufgestaut und entwässert an der Stelle seines Einlaufes in den Unteren Eschenbacher Teich ein Einzugsgebiet von etwa 1,0 km². Da der Dammgraben in den Oberen Hausherzberger Teich einmündet, hat dieser in früheren Jahrhunderten das Einzugsgebiet ganz erheblich mitgeprägt, allerdings wird er seit 1976 nur noch in sehr seltenen Ausnahmefällen in das Innerste-Einzugsgebiet eingeleitet.

### Eschenbacher Flutgraben

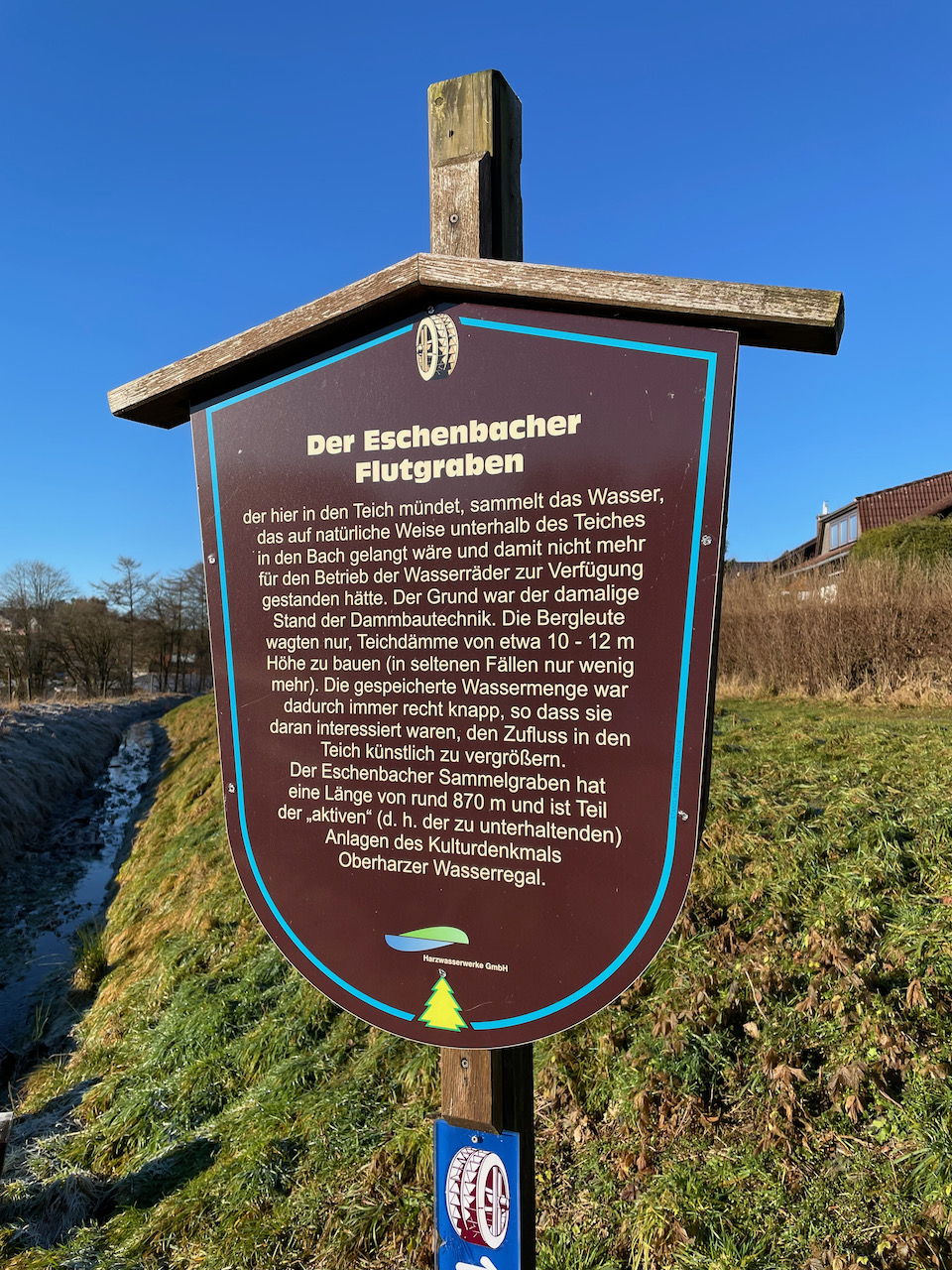
Eschenbacher Flutgraben, kurz bevor er in den Unteren Eschenbacher Teich mündet, bzw. abgeschlagen wird

Aus Richtung Nordwesten erhielt der Untere Eschenbacher Teich zusätzliches Wasser aus dem Eschenbacher Flutgraben. Dieser Oberharzer Graben beginnt im Stadtgebiet von Zellerfeld am Zellweg, sammelt auf seiner 874 m langen Fließstrecke das von den Hängen abfließende Wasser und führt es am rechten (nördlichen) Dammende dem Unteren Eschenbacher Teich zu. Der Graben ist auch heute noch in Betrieb, wenn er auch im Bereich der früheren Calvör-Schule mit Betonrohren verrohrt ist. Er ist aber sehr von der Regenwasserkanalisation geprägt und führt nur sporadisch Wasser. Um den Unteren Eschenbacher Teich vor Hochwasser zu schützen, hat die Talsperrenaufsicht bereits in den 1980er Jahren angeordnet, dass dieser Zulauf nicht mehr in den Unteren Eschenbacher Teich führen soll. Daher wird der Graben kurz vor Einmündung in den Teich an einem Fehlschlagbauwerk in Richtung Unterlauf abgeschlagen.